# Dàlmata (gos)
El dàlmata (en serbocroat Dalmatinac) és una raça de gos reconeguda per la FCI i vinculada a Croàcia. Deu el seu nom a la històrica regió de Dalmacia. La característica més ostensible d'aquesta raça és el seu pelatge blanc cobert de taques generalment negres (a vegades d'altres colors). En néixer, les cries manquen de taques, les quals van apareixent per tot el seu cos durant el primer any de vida. La hiperuricemia és comuna entre els dálmatas, per la qual cosa solen ser considerats els únics mamífers uricotélicos. Un altre tret d'origen genètic propi de la raça és la seva alta predisposició a la sordesa. La característica més ostensible d'aquesta raça és el seu pelatge blanc cobert de taques generalment negres (a vegades d'altres colors).

## Història

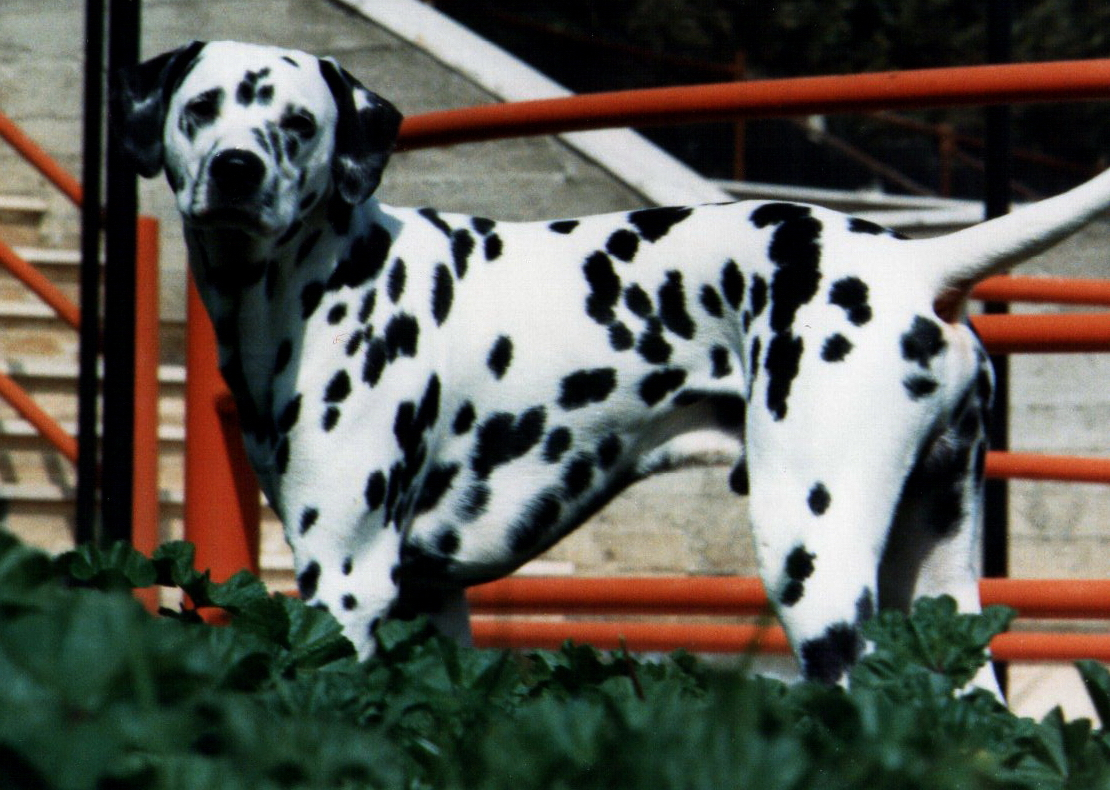
Dàlmata

Malgrat la seva extravagant aparença, el dàlmata no és una raça de gos concebuda modernament. I, al contrari que les races de nova creació, dels dàlmates no se'n coneix el seu origen amb exactitud.
Existeixen diverses referències gràfiques de l'Antiguitat que mostren gossos d'aspecte similar als actuals dàlmates. Aquest fet, fa suposar que els orígens d'aquesta raça es remunten a milers d'anys enrere, i podrien haver arribat a Europa des de l'Orient Pròxim. Les teories que atribueixen a Dalmàcia (actual regió de Croàcia) la procedència dels dàlmates són controvertides, i només nominalment es pot considerar aquest territori com a bressol d'aquesta raça canina.
La popularitat dels dàlmates s'esdevingué a partir del segle xvii, i especialment durant el segle xviii a Anglaterra, quan l'aristocràcia va emprar-los com a escortes de carruatges. Posteriorment, els cossos de bombers britànics adoptaren els dàlmates per a desenvolupar tasques de rescat
Des de maig de 1999, el Club Caní de Croàcia (Hrvatski Kinoloski Savez) té la potestat oficial per a establir l'estàndard d'aquesta raça

## Característiques
Aquesta raça de gossos està composta per animals de bona musculatura, de grandària mitjana, amb una gran resistència; té un cos similar al Pointer. Les potes són rodones amb dits ben arquejats i les ungles són blanques o del mateix color que les taques. El nas és del mateix color que les taques. Els ulls són pimentón fosc o ambre. Les orelles són toves, afinant-se cap a la punta, les porten doblegades sobre si mateixes caient cap a davant. Com més gran sigui la definició de les taques, equitativa la seva distribució i grandària (taques grans en el llom fent-se més petites cap a l'engonal) més valorat serà el gos.

### Aparença
Aquest és un gos ben equilibrat, distintivament clapejat, fort, musculós i actiu. De perfil simètric, lliure de tosquedat i pesadesa de moviment, com a gos antic de cotxe és capaç de gran resistència i bona velocitat.

### Proporcions importants
Longitud del cos: altura a la creu = 10: 9. L'altura a l'articulació del colze: 50% de l'altura a la creu. L'altura de les sofrages: 20-25% de l'altura a la creu. Longitud del cap: al voltant del 40% de l'altura a la creu. La longitud del crani: longitud del musell = 1: 1.

### Cap
El cap ha d'estar en proporció i harmonia amb la resta del cos i no gaire ample a l'àrea del crani. La longitud des de la protuberància occipital fins al topall i des del topall fins a la punta del nas és igual a 1:1, o el musell és lleugerament més curt. La línia superior del crani i la línia superior del musell són lleugerament divergents. L'os de la galta no ha de ser massa desenvolupat. El cap ha d'estar completament lliure d'arrugues.

### Cua
Aconsegueix aproximadament fins a la sofraja. Fort en la seva arrel, aprimant-se cap a la punta. D'inserció ni molt alta ni molt baixa. En repòs cau amb una lleugera corba cap amunt en l'últim terç de la cua. En moviment és portada més alta, lleument més amunt que la línia superior, però mai portada parada o enroscada. Preferiblement clapejada.

### Mantell
Pèl curt, brillant, dur i dens en tot el cos. Constantment muden el pelatge, a diferència d'altres races que solament ho fan una vegada a l'any.

### Colors
El color de fons és blanc pur. Varietat clapejada de negre amb taques negres i la varietat clapejada de fetge amb taques color marró. Altres varietats, que es consideren mancades, són: Tricolor (clapejat negre i marró en el mateix gos), clapejats atigrats, clapejat color llimona, clapejat color taronja, clapejat blau, i blanc puro sense clapejat.
El clapejat ha de ser simètric en tot el cos, ben definit i sense entremesclar-se en el color de fons blanc. La grandària de les taques preferiblement ha de ser uniforme, amb una grandària de 2 a 3 cm de diàmetre. En la varietat marró les taques són una mica més petites, d'al voltant de 2 cm. Les taques en el cap i en les cames ha de ser proporcional més petita que en la resta del cos. És desitjable la cua no estigui massa tacada, amb taques també més petits que en la resta del cos. Les esquitxades en el cos no són desitjables i han de ser penalitzades. Els anuncis no han de barrejar-se formant grans taques. Els pegats i les àrees de color no són desitjables. Les taques en les orelles han de ser especialment notables.

## Salut
L'esperança de vida d'un dàlmata en l'entorn domèstic se situa entre els dotze i catorze anys, però poden arribar fins als divuit anys. Passats els primers deu anys de vida, els dàlmates poden desenvolupar osteofitosis, i artritis. Els dàlmates tendeixen a patir malalties específiques de la seva raça: sordesa i hiperuricèmia.

### Problemes renals
Els dàlmates, juntament amb els éssers humans i alguns simis- tenen un nivell molt alt d'àcid úric, i un percentatge baix d'al·lantoïna. Aquest fet fa que es produeixin cristalls d'àcid úric, que desemboquen en litiasi renal (càlculs en el ronyó). Els mascles de més de deu anys són propensos a patir aquest tipus de trastorns renals